# Indifference (The Walking Dead)
Indifference (no Brasil: Indiferença) é o quarto episódio da 4ª temporada da série de televisão de terror pós-apocalíptico The Walking Dead, que foi ao ar originalmente na AMC, nos Estados Unidos, em 3 de novembro de 2013. No Brasil, o episódio estreou em 5 de novembro do mesmo ano, no canal Fox Brasil. Indifference é focado principalmente fora da prisão, sem cenas passadas em seu interior, além do início do episódio. Apenas seis personagens principais são vistos em todo o episódio: Rick Grimes, Carol Peletier, Daryl Dixon, Michonne, Bob Stookey e Tyreese. Rick e Carol estão fora da prisão em uma busca por alimentos, enquanto Daryl e os outros estão tentando recolher material médico e encontrar um caminho de volta para a prisão.
O título do episódio refere-se aos sentimentos de Carol Peletier que, durante todo o episódio, mostra uma convicção inabalável de que ela fez o que tinha que ser feito ao assassinar Karen e David e - em vários pontos - a falta de preocupação com Sam e Ana, enquanto Rick luta com o fato de que Carol não parece mostrar muito remorso. Este episódio marca a última aparição de Carol Peletier na primeira parte da 4ª temporada, já que ela foi banida do grupo por Rick Grimes.

## Enredo
O episódio começa em simultâneo com Rick Grimes (Andrew Lincoln) preparando-se para uma viagem para fora da prisão, buscando alimentos e outros suprimentos para o grupo. Ele será acompanhado por Carol Peletier (Melissa McBride), que está conversando com Lizzie (Brighton Sharbino) sobre ser forte e cuidadosa enquanto está em quarentena. Lizzie diz a Carol que as pessoas no bloco de celas vão morrer em breve, mas quando reanimarem (como zumbi) eles continuarão a ser "alguma coisa", em vez de apenas mortos. Carol tenta argumentar o contrário para Lizzie, que ela não pode acreditar que os zumbis serão "algo de bom". Rick anda em torno da prisão e nos túmulos, pensando no assassinato de Karen e David, que foi cometido por Carol. Um flashback mostra Carol realizando o ato e arrastando os corpos para fora da cela.
Rick e Carol saem em busca dos suprimentos. Ao longo do caminho, Carol tenta defender suas ações, enquanto Rick é pouco comunicativo. Eles adentram em uma residência, e dentro desta encontram um casal de sobreviventes: Sam (Robin Lord Taylor) e Ana (Brina Palencia). Os dois contam que estão presos no banheiro da casa há dois dias, e explicam sua trajetória antes de refugiarem-se na casa.  Ana manca devido à uma lesão na perna mal curada, e Sam tem algumas pequenas feridas e um ombro deslocado. Carol trata as feridas de Sam e realoca o ombro deslocado, enquanto ele explica sua origem. Os dois pedem para ir para a prisão com Rick e Carol, embora Rick adverte sobre a doença infecciosa que se espalha rapidamente no interior da prisão. Eventualmente, Rick faz ao casal as três perguntas que costuma fazer antes de aceitar um novo membro na comunidade da prisão, e Carol incentiva-o a aceitá-los. Rick entrega uma arma a Sam e diz-lhe para esperar que ele e Carol voltem da busca por mantimentos, mas Carol incentiva-os a também procurar alimentos. Sam e Ana estão mal equipados para o trabalho ou para combater os zumbis e Rick não deseja que eles saiam do lugar, mas os dois insistem após sugestão de Carol. Rick, mesmo relutante, dá-lhes duas pistolas, bem como um relógio, dizendo-lhes para ir ao seu encontro em duas horas e instruindo-os a disparar as armas se eles estiverem em apuros.
Enquanto isso, Daryl Dixon (Norman Reedus), Michonne (Danai Gurira), Bob (Lawrence Gilliard Jr.) e Tyreese (Chad Coleman) avistam de cima de uma loja um carro novo. Ao cortar as plantas e galhos de árvores que escondem o carro, Tyreese é muito forte e Daryl orienta que ele se acalme. Tyreese corta um dos galhos com muita força e liberta os zumbis, que atacam o grupo. Ele intencionalmente deixa um zumbi ultrapassá-lo e fixá-o no chão, mas Bob e Daryl o salvam. Michonne questiona Tyreese sobre suas intenções, dizendo-lhe que a raiva faz fazer coisas estúpidas e que ele precisa se conter. Tyreese retorna o questionamento, indagando sobre a caça que Michonne faz do Governador, quando ele não é encontrado. Pouco depois, Bob confia em Daryl e conta sobre seu alcoolismo e sua culpa no incidente na loja que resultou na morte de Zach. Daryl diz a Bob para não se culpar tão duramente, e os dois consertam um carro do lado de fora da loja.
De volta ao bairro residencial, Rick questiona Carol sobre suas ações com Karen e David, testando seus sentimentos sobre tudo. Carol parece forte e inabalável sobre suas ações e discute a liderança de Rick, dizendo que ele "não pode ser apenas um agricultor", quando se trata de proteger as pessoas, mas Rick afirma que ele nunca matou nenhum de seus próprios colegas. Carol relembra que Rick matou Shane, mas Rick argumenta que Shane atacou primeiro. Ela defende-se afirmando que, apesar de gostar de Karen e David, eles eram uma ameaça para a sobrevivência de todos na prisão, e que iriam morrer de qualquer maneira. Rick também questiona sobre os sentimentos de Carol em relação à Sophia, mas ela afirma que não gosta de falar sobre a filha, que já está morta. Mais tarde, Carol e Rick encontram o corpo de Ana sendo devorado por zumbis. Carol parece imperturbável. Eles esperam por Sam dentro da casa, mas ele não aparece. Rick quer esperar mais tempo, mas Carol insiste que eles devem ir embora.
Daryl e os outros chegam à faculdade para procurar pelos medicamentos. Em um dos quartos, Bob vai para um canto agarrar um objeto enquanto Michonne observa ele com desconfiança. O grupo consegue coletar uma boa quantidade de suprimentos médicos, mas são atacados por alguns zumbis. Eles escapam por um corredor e através de uma escada para uma parte exterior do edifício. Bob quase perde sua mochila para um grupo de zumbis, quase resultando em sua própria morte, enquanto os outros três tentam ajudá-lo. Desconfiado, Daryl abre a mochila de Bob e descobre apenas uma garrafa de álcool e nenhum remédio qualquer. Quando Daryl tenta lançar a garrafa longe, Bob pede que não e quase saca sua arma contra Daryl. Daryl, enfurecido, se aproxima de Bob, desarma-o e agarra-o, quase preparado para jogá-lo para os zumbis. Tyreese diz para Daryl deixá-lo ir, dizendo que Bob fez a sua escolha. Daryl permite-lhe ficar a garrafa, mas adverte Bob que ele irá enfrentá-lo assim que chegarem à prisão e entregarem os remédios.
Ao se prepararem para sair, Rick impede que Carol entre no carro. Ele diz a ela que Tyreese vai matá-la e que os outros membros do grupo  não irão concordar com a decisão dela, e que ela assumiu a responsabilidade em suas próprias mãos. Carol ainda é imperturbável, argumentando que ela pode lidar com Tyreese. Rick diz a Carol que não deseja mais conviver com ela, e que ela seria a última pessoa que ele gostaria de ver cuidando de seus filhos, Carl e Judith. Neste momento, Carol finalmente mostra emoção e argumenta que ela fez o que tinha que fazer, que só tinha a intenção de salvar quem ainda podia ser salvo. Ela pede para ficar com Lizzie e Mika, já que é a responsável por elas. Rick não permite que ela fique com as meninas e afirma que o grupo na prisão cuidará delas. Ele afirma que ela vai sobreviver por conta própria.
Rick carrega o outro carro com alguns suprimentos e o entrega à Carol. Ela, por sua vez, dá um relógio de bolso para Rick, que foi um presente de Ed, seu falecido marido, dizendo que ela deveria ter se desfeito do presente há muito tempo. Rick aceita o relógio e Carol vai embora. O episódio termina com Rick dirigindo pela estrada, aparentemente imerso em seus pensamentos, e Daryl e os outros fazendo o seu caminho de volta para a prisão.

## Produção
O episódio foi escrito e co-produzido por Matthew Negrete. Foi dirigido por Tricia Brock, que anteriormente dirigiu episódios da 3ª temporada da série.

## Recepção

### Classificação
Após a sua exibição original, "Indifference" foi visto originalmente por 13,31 milhões de espectadores.

### Crítica
Zack Handlen, do The A.V. Club, deu ao episódio um B+, numa escala graduada de A (mais alto) a F (a mais baixa), e elogia a história de Rick e Carol, chamando-a de "o destaque da hora" e que o episódio "fez um bom trabalho de desenvolvimento e justificando os dois personagens".
Roth Cornet, da IGN, fez uma resenha muito positiva, dando ao episódio a nota 8.8 de 10 e, particularmente, elogiou a ênfase da série no desenvolvimento de personagens nesta temporada, afirmando que "The Walking Dead continua a oferecer episódios provocantes com ênfases sutis, profundas mudanças emocionais e alguns desenvolvimentos de personagens".